# Museo nazionale dell'architettura popolare e della vita Clemente Šeptyc'kyj
Il museo nazionale dell'architettura popolare e della vita "Clemente Šeptyc'kyj" (in ucraino Музей народної архітектури та побуту імені Климентія Шептицького?, Muzej narodnoï architektury ta pobutu imeni Klimentija Šeptyc'koho) è un museo all'aperto situato a Leopoli, in Ucraina, presso il Bosco Ševčenko, posto nella parte nord-est della città, dove nel XIII secolo Danilo di Galizia fece erigere il suo castello.

## Storia e descrizione
Il museo fu fondato nel 1971 con il nome di Museo nazionale dell'architettura popolare e della vita di Leopoli, che era nato dal dipartimento dell'edificio del popolo del museo dell'etnografia e dell'artigianato. Nel 2016 il museo è stato rinominato in memoria di Clemente Šeptyc'kyj.
Il museo occupa un'area di 50 ettari con 124 monumenti. Gran parte della collezione consiste in case in legno di diverse tipologie (religiose, domestiche, manifatturiere) che rievocano la vita tradizionale ucraina. Gli edifici sono perlopiù risalenti al XIX secolo e al loro interno sono esposti utensili, capi di abbigliamento, tessuti e articoli per la casa, ammontando a circa 20000 unità. Vi sono inoltre un laboratorio di restauro e una sala espositiva. Il museo riceve circa 150000 visitatori all'anno.